# 甘露糖-1-磷酸
甘露糖-1-磷酸(英語：Mannose 1-phosphate，也叫1-磷酸甘露糖）是一种醣基化反应中涉及到的分子。